# Aldover
Aldover ist eine Gemeinde im Süden Kataloniens mit 880 Einwohnern (Stand: 2024) und liegt in der Provinz Tarragona und der Comarca Baix Camp.

## Lage
Aldover liegt etwa 58 Kilometer westsüdwestlich von Tarragona in der Serra de Cardó in einer durchschnittlichen Höhe von ca. 15 m am Ebro, der die östliche Gemeindegrenze bildet, nahe dem Golf de Sant Jordi (Mittelmeer). 

## Bevölkerungsentwicklung
| Jahr      | 1970 | 1981 | 1991 | 2001 | 2011 | 2021 |
| Einwohner | 925  | 862  | 823  | 982  | 978  | 911  |

## Sehenswürdigkeiten
- Kirche Mariä Geburt